# Top Sensation
Top Sensation è un film del 1969 diretto da Ottavio Alessi con colonna sonora di Sante Maria Romitelli.

## Trama
La ricca Mudy cerca di svegliare il figlio Tony da una cronica timidezza verso le donne e viene aiutata nell'impresa da Paula e da Ulla. Con loro c'è anche Aldo che spera di ottenere come ricompensa una concessione petrolifera. Quando lo yacht di Mudy attracca ad un'isola abitata solo da un pastore di capre e sua moglie Beba, Tony viene attratto da lei, ma pian piano emergono i suoi disturbi mentali. Dopo numerose scene lesbo e vari approcci erotici con il pastore, tutto finisce in tragedia.

## Produzione
- Il film viene ricordato soprattutto per la scena di Edwige Fenech alle prese con una capretta all'epoca della prima distribuzione non montata nella versione italiana ma poi trasmessa anche durante Stracult.
- Sui titoli di testa Rosalba Neri viene accreditata come assistente alla regia nonostante, come confermato dalla stessa attrice, lei non ricoprì quel ruolo sul set.
- È l'unico film realmente diretto da Ottavio Alessi (Che fine ha fatto Totò Baby? venne in realtà diretto da Paolo Heusch) altrimenti più noto come soggettista e sceneggiatore.

## Distribuzione
Del film circolano in Italia versioni tagliate nelle scene erotiche.
Il dvd edito dalla Mustang, invece, è integrale.